# Estrela Velha
Estrela Velha es un municipio brasileño situado en el estado de Rio Grande do Sul. Tiene una población estimada, en 2024, de 3120 habitantes.
Ocupa una superficie de 281.61 km².

## Geografía
Dista unos 297 km de Porto Alegre, unos 545 km de Uruguayana y unos 406 km de Santana do Livramento, en la frontera con Uruguay.